# Дрил (Нидерландия)
Дрил (на нидерландски: Driel) е малко село в община Овербетюве, Холандия. Населението е 3140 души (по приблизителна оценка от януари 2011 г.).
Намира се на около 4 километра югозападно от град Арнем, на южния бряг на река Рейн.
Тук на 21 септември 1944 година се приземяват полските парашутисти от 1-ва полска парашутна бригада, водени от генерал
Станислав Сосабовски.